# Südlicher Schafalpenkopf
Der Südliche Schafalpenkopf (auch Erster Schafalpenkopf) ist ein 2272 m} hoher Nebengipfel des Mittleren Schafalpenkopfs in den Allgäuer Alpen. Er ist Teil der Schafalpenköpfe und des Mindelheimer Klettersteigs.

## Lage und Umgebung
Über den Gipfel des Südlichen Schafalpenkopfs verläuft die Grenze zwischen Deutschland und Österreich. Somit verteilt er sich auf die Bundesländer Bayern und Vorarlberg. Auf bayerischer Seite gehört er zum Verwaltungsgebiet des Landkreises Oberallgäu und zu Oberstdorf, auf österreichischem Territorium zum Bezirk Bregenz und zur Gemeinde Mittelberg.
Nach Nordosten folgt dem Südlichen Schafalpenkopf der Mittlere Schafalpenkopf (2302 m) von dem er durch eine 2170 Meter hoch gelegene Scharte getrennt ist. Sie ist der Referenzpunkt für die 102 Meter betragende Schartenhöhe des Südlichen Schafalpenkopfs. Die Dominanz des Südlichen Schafalpenkopfs beträgt 500 Meter, sie reicht damit bis zum Mittleren Schafalpenkopf. Im Süden des Südlichen Schafalpenkopfs befindet sich das Rappenalpental. Im Südwesten geht der Südliche Schafalpenkopf zum Kemptner Kopf (2191 m) über. Im Norden des Berges befindet sich das Wildental, das ins Kleinwalsertal führt.

## Geologie
Der Südliche Schafalpenkopf ist aus Hauptdolomit aufgebaut.

## Namensherkunft
Die Namensherkunft der Schafalpenköpfe ist unter Schafalpenköpfe nachzuvollziehen.

## Alpinismus

### Stützpunkte
Stützpunkte für Touren auf den Ersten Schafalpenkopf sind die Fiderepasshütte und die Mindelheimer Hütte (2013 m). Daneben ist ein Zugang von Mittelberg durchs Wildental und von der Bergstation der Kanzelwandbahn möglich.

### Routen
Als Normalweg für den Ersten Schafalpenkopf zählt der Mindelheimer Klettersteig. Dieser mittelschwere Klettersteig (C) überschreitet den Berg von Nordosten nach Südwesten, vom Mittleren Schafalpenkopf her. Dabei helfen Drahtseilversicherungen, Eisenklammern und eine Leiter dem Bergsteiger.
Die Routen aus der Zeit vor dem Bau des Klettersteigs spielen heute kaum noch eine Rolle. Der ehemalige Normalweg hatte die Schwierigkeit II. Er führte durch das Wildental zum Gipfel.

## Bilder

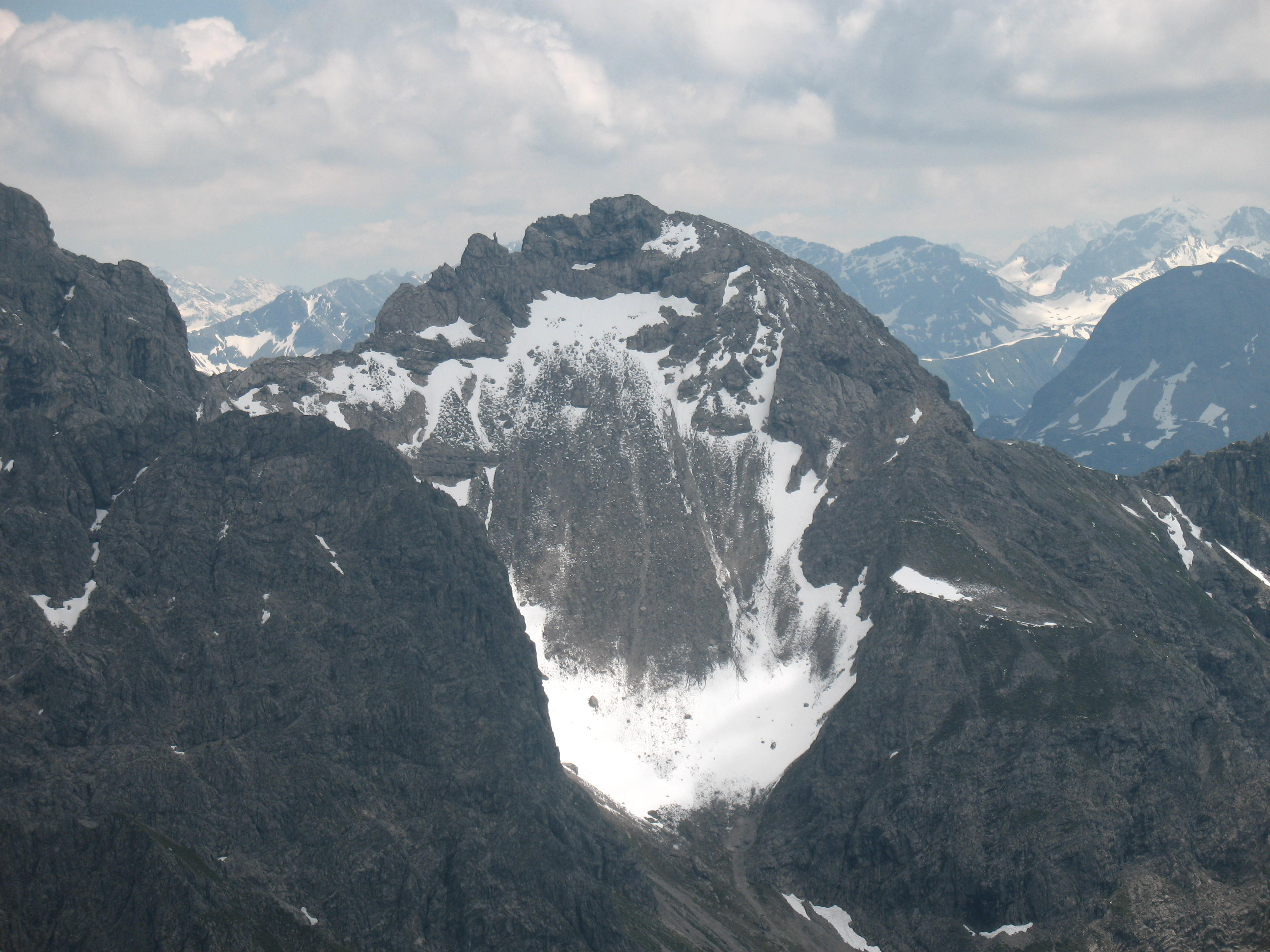
Von der Walser Hammerspitze
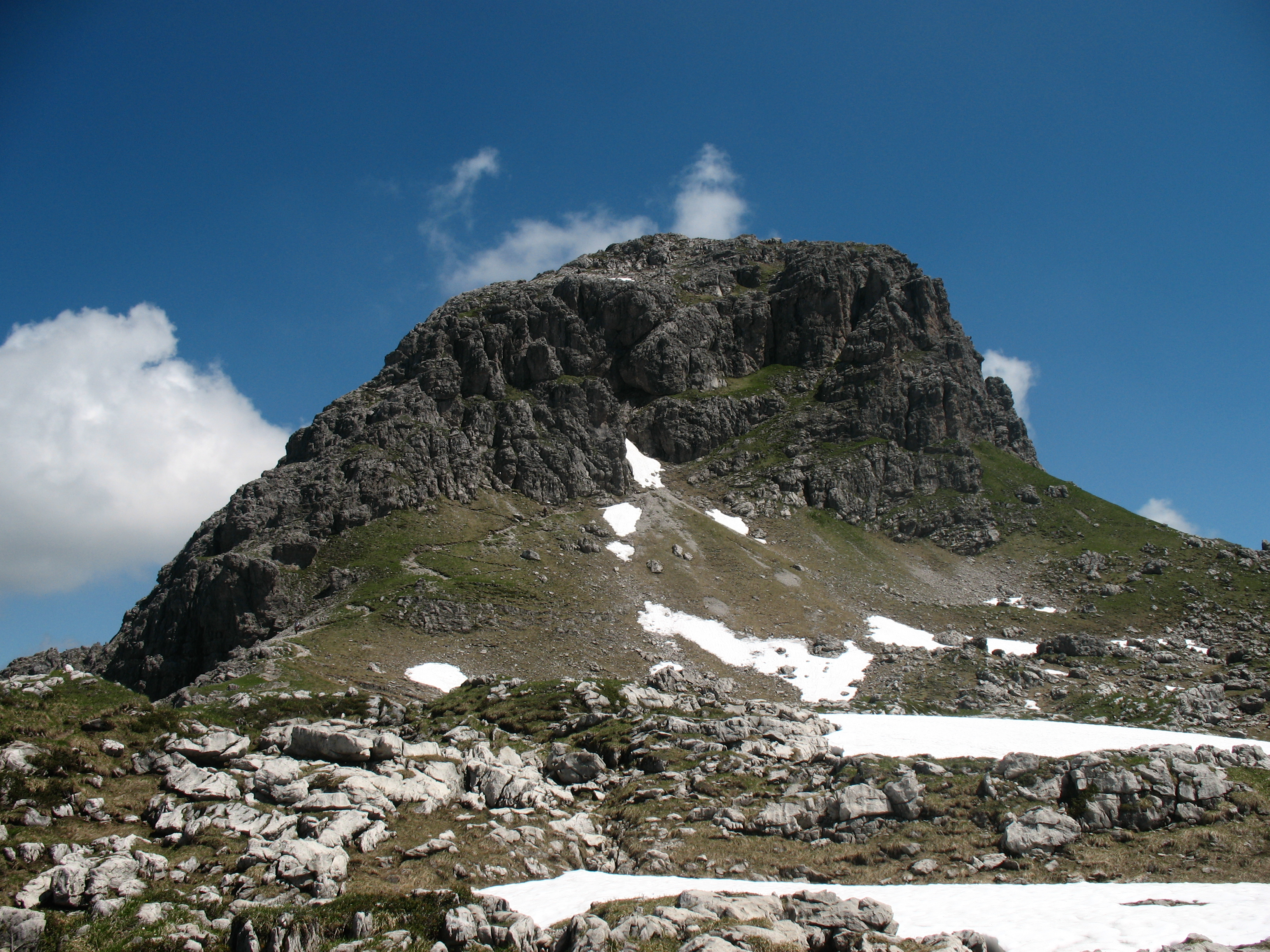
Gipfelaufbau
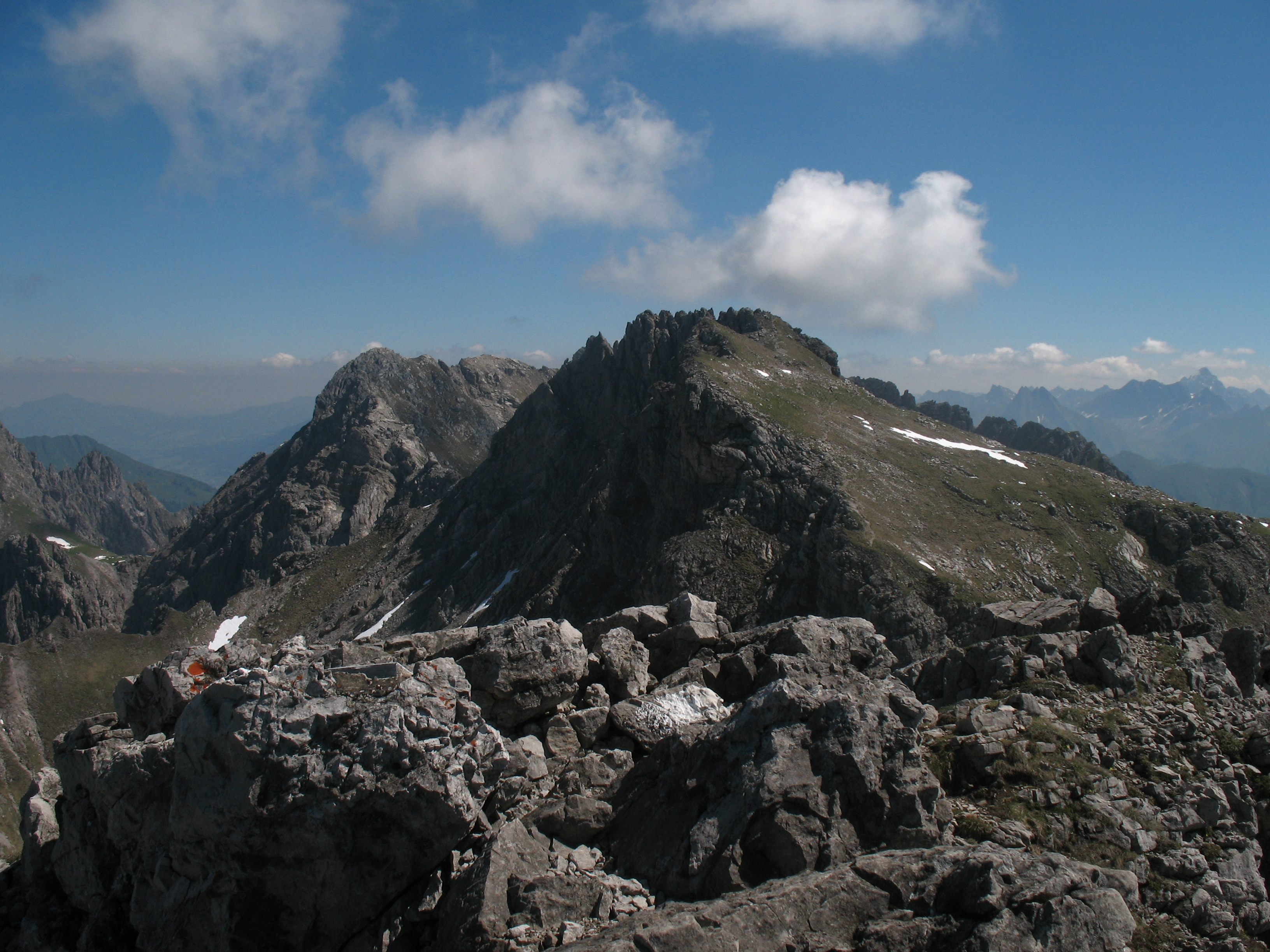
Gipfelbereich
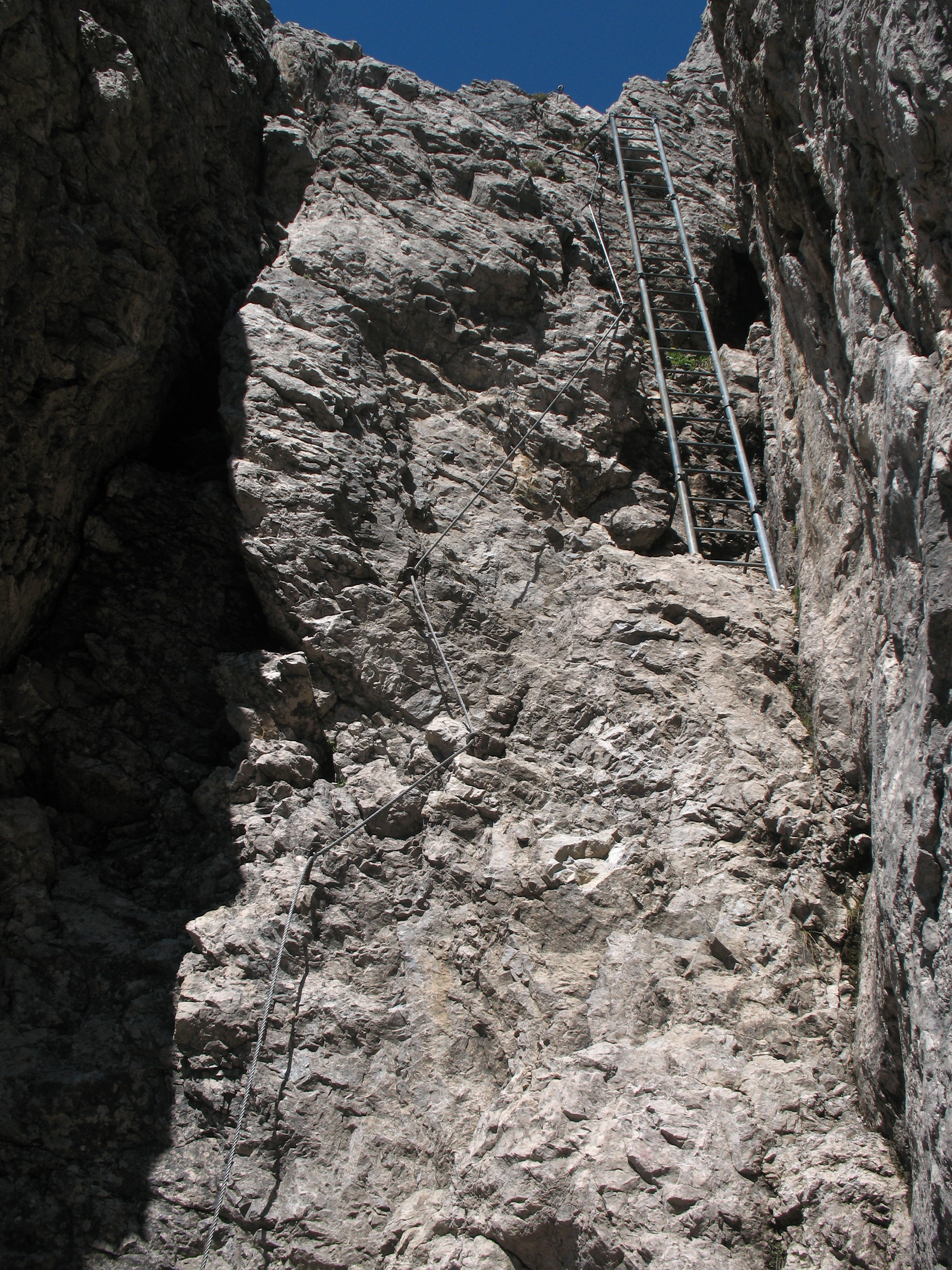
Klettersteig-Passage